# Neutronová hvězda

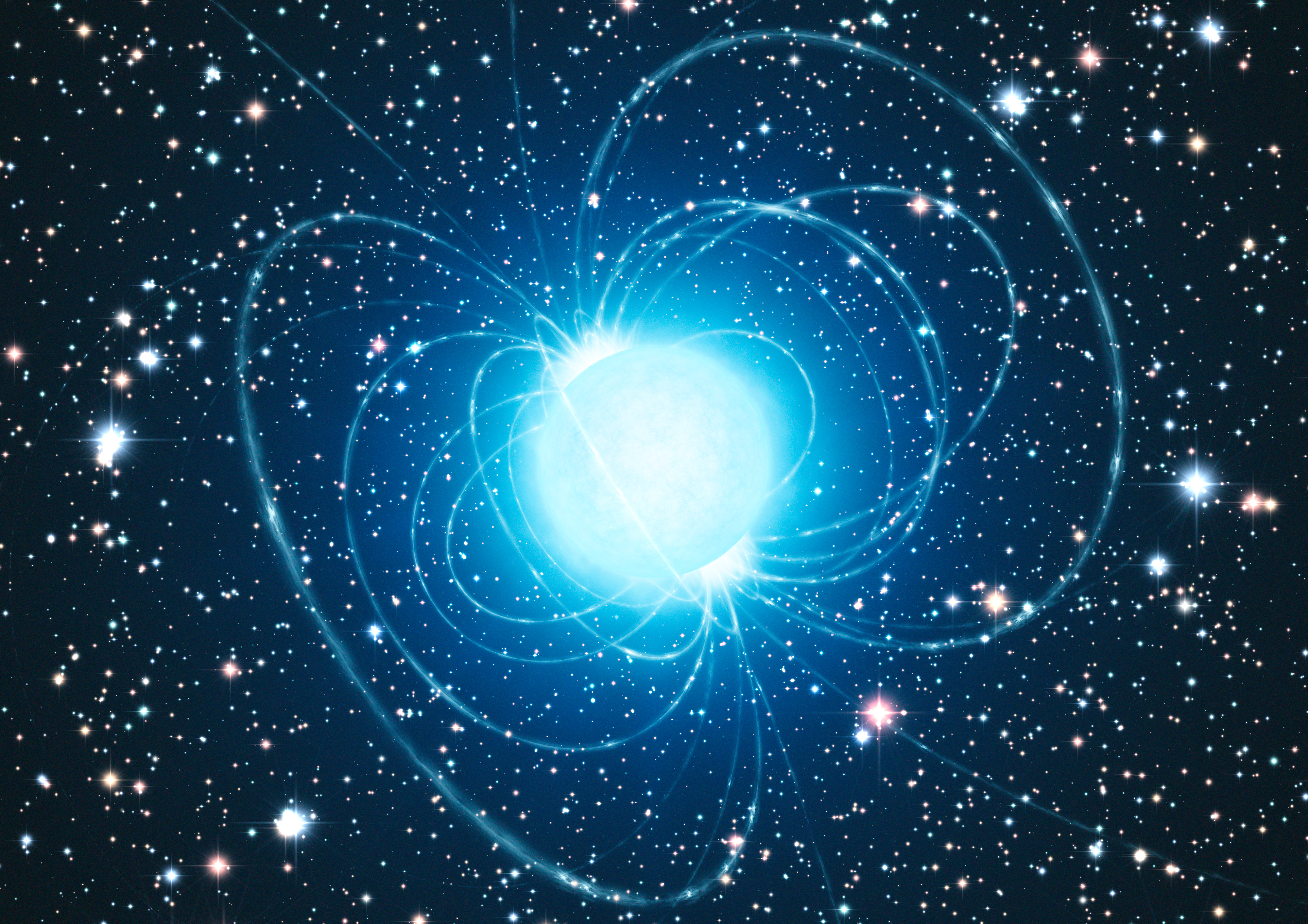
Umělecká představa neutronové hvězdy

Neutronová hvězda je astronomické těleso tvořené převážně neutrony udržovanými pohromadě gravitační silou. Je závěrečným stádiem vývoje hvězdy a vzniká jako pozůstatek po výbuchu supernovy typu Ib, Ic nebo II. 
Neutronové hvězdy vznikají z velkých přestárlých hvězd, které ve chvíli, kdy začnou ztrácet energii, přestanou být schopné držet svoji původní velikost. Následně se veškerý jejich původní objem zhroutí do nesrovnatelně menšího objektu o velikosti zhruba dvaceti kilometrů. Čímž vznikne těleso o mimořádně extrémní hustotě. Jen jedna čajová lžička hmoty neutronové hvězdy by vážila miliardy tun. Z tohoto důvodu mají neutronové hvězdy extrémně silné gravitační pole, které je tak silné, že dokáže okolo procházející světlo stahovat směrem k jejich povrchu. Tím vzniká podobný optický efekt, který lze pozorovat v okolí černých děr před horizontem událostí. Na rozdíl od černých děr však neutronové hvězdy nemají natolik silnou gravitaci, aby dokázala světlo zcela zadržet; světlo tedy stále dokáže jejich gravitační pole opustit.

## Vznik
Neutronové hvězdy se podstatně liší od hvězd jako Slunce. Hvězda hlavní posloupnosti (například právě Slunce) je složena z plazmatu a v jejím jádru probíhají termonukleární reakce. Gravitace je kompenzována tlakem plazmatu při vysoké teplotě. Naproti tomu během vzniku neutronové hvězdy jsou pod velkým tlakem elektrony vmáčknuty do jader atomů, čímž se protony v jádrech změní na neutrony (za vyzáření příslušného počtu neutrin), čímž vzniká tzv. neutronový degenerovaný plyn. Tento proces se nazývá neutronizace. Neutronová hvězda se tedy skládá ze samých neutronů a gravitace je kompenzována tlakem, který má původ v Pauliho vylučovacím principu (zjednodušeně by se dalo říci, že z kvantové mechaniky vyplývá „nechuť“ částic jako neutrony (obecněji fermionů) sdílet stejný stav, která se projevuje jako tlak, bránící dalšímu smršťování).[zdroj?]

## Vlastnosti

### Hmotnost a hustota
Hmotnost typických neutronových hvězd se pohybuje v rozmezí od 1,35 slunečních hmot do 2,1 slunečních hmot (teoreticky až 3–5 slunečních hmot, což je hodnota známá jako Tolman-Oppenheimer-Volkoffova mez a představuje mez, při které se těleso složené z degenerovaného neutronového plynu přemění na černou díru, nebo na kvarkovou hvězdu), rozměry neutronové hvězdy jsou však jen mezi 10 a 20 km v průměru (např. jako Deimos); neutronová hvězda s vyšší hmotností má menší poloměr. To odpovídá hustotám 8×1013 až 2×1015 g/cm³, za kterých se látka chová jako degenerovaný neutronový plyn.[zdroj?]
Intenzivní gravitační pole v okolí neutronové hvězdy dokáže přitáhnout vše hmotné k jejímu gravitačnímu centru. Případné srážky s jinými vesmírnými tělesy jsou doprovázeny uvolněním velkého množství energie, indikovaným mohutnou emisí záření gama – gama záblesk.[zdroj?]

### Magnetické pole
Většina hvězd má magnetická pole zamrzlá v hvězdném plazmatu. Při zhroucení hvězdy např. o průměru 2,5 mil. km do neutronové hvězdy o průměru 25 km se její průměr zmenšil o několik řádů, stejně tak se zmenšil i objem a povrch, ale vzrostla hustota. Siločáry mag. pole zůstaly všechny, ale jejich hustota vzrostla, tedy vzrostla také intenzita magnetického pole. Magnetické pole obyčejné hvězdy je několik setin tesla, na neutronových hvězdách jsou magnetická pole velmi silná, od 106 až do 109 či až 1011 T v případě Magnetaru. Právě tato silná magnetická pole dělají z neutronových hvězd pulsary, zdroje pravidelně se opakujících záblesků. Všechny pulsary jsou neutronové hvězdy, ale většinu neutronových hvězd jako pulsary nepozorujeme, neboť pulzy jejich záření míjejí Zemi.[zdroj?]

## Pozorování neutronových hvězd
Ve vesmíru je málo pozorovaných osamocených neutronových hvězd; pozorování osamocené neutronové hvězdy je nesnadné, protože jsou to velmi slabě zářící objekty, neboť jejich povrch je velmi malý. Vzhledem k vysoké povrchové teplotě vysílají ultrafialové a rentgenové záření. Častěji neutronové hvězdy pozorujeme jako neutronové dvojhvězdy.[zdroj?]
Neutronové hvězdy jsou často pozorované jako pulsary, výjimečně jako magnetary.[zdroj?]

## Struktura

Model vnitřní struktury neutronové hvězdy

Na základě současných matematických modelů soudíme, že povrch neutronové hvězdy se skládá z klasických atomových jader a elektronů. „Atmosféra“ neutronové hvězdy je asi 1 m silná a pod ní je pevná „kůra“. Hlouběji jsou atomy stále těžší se stále více neutrony (zpravidla izotopy, které by se v pozemských podmínkách dávno rozpadly, za takto vysokého tlaku jsou však stabilní). Hlouběji se nalézá tzv. neutronová mez přesycenosti (orig. neutron drip), tedy mez, kde mohou existovat jak samotné volné neutrony, tak atomová jádra s elektrony. Směrem do hloubky jader stále více ubývá a přibývají volné neutrony – v dostatečné hloubce již zůstávají jen neutrony – tato oblast se nazývá jádro. Přesná podstata superhusté hmoty v jádru není ještě přesně známá. Vědci se domnívají že je to za účelem rozpadu atomů. Zpravidla se nazývá neutronový degenerovaný plyn – jde o (pravděpodobně) supratekutou směs neutronů, (malého podílu) protonů a elektronů a (s přibývající hustotou stále více zastoupených) pionů, kaonů, nebo tzv. podivné hmoty (orig. strange matter, odvozeno od kvantové vlastnosti pojmenované jako podivnost), která zahrnuje směs kvarků těžších než up a down. Pravděpodobně by šlo o hmotu složenou z kvarků nevázaných do hadronů. Existují i názory, že by se v centrech neutronových hvězd mohla vyskytovat i QCD hmota, popřípadě jiné hypotetické materiály.[zdroj?] Jádro hmotných neutronových hvězd indikuje, že se tam může nacházet kvarková hmota. Mohla by tak existovat i kvarková hvězda.